# Maritime Launch Services
Maritime Launch Services (MLS) is een Canadees commercieel aanbieder van raketlanceringen en uitbater van het eigen lanceerbasis Nova Scotia Spaceport. MLS is een joint venture van drie bedrijven uit de Verenigde Staten.

## Nova Scotia Spaceport
Op 14 maart 2017, koos MLS Canso, Nova Scotia om een lanceerbasis uit te bouwen. MLS diende een aanvraag in om 15 hectare land te pachten van het provinciale Department of Natural Resources, met de bedoeling om aanvang 2021 bouwwerken aan te vangen.
Een eerste lancering staat gepland voor eind 2025.